# غريغ ديفيس (لاعب كرة قدم أمريكية أمريكي)
غريغ ديفيس (بالإنجليزية: Greg Davis)‏ هو لاعب كرة قدم أمريكية أمريكي، ولد في 25 أبريل 1951 في غروفز في الولايات المتحدة.